# Zholtye Kopani
Zholtye Kopani (del ruso: Жёлтые Копани) es un jútor del raión de Staromínskaya del krai de Krasnodar, en Rusia. Está situado en la cabecera del arroyo Zholtye Kopani, afluente por la derecha del río Albashí, 19 km al suroeste de Staromínskaya y 151 km al norte de Krasnodar, la capital del krai. Tenía 290 habitantes en 2010.
Pertenece al municipio Starominskoye.